# قشعه الوصير (حبيل جبر)

تعديل مصدري - تعديل

قشعه الوصير هي إحدى قرى عزلة حبيل جبر بمديرية حبيل جبر التابعة لمحافظة لحج، بلغ تعداد سكانها 35 نسمة حسب تعداد اليمن لعام 2004.